# Anaphes brunneus
Anaphes brunneus är en stekelart som först beskrevs av Doutt 1949.  Anaphes brunneus ingår i släktet Anaphes och familjen dvärgsteklar. Inga underarter finns listade i Catalogue of Life.